# Eurhynchium integrifolium
Eurhynchium integrifolium är en bladmossart som beskrevs av W. P. Schimper och C. Müller 1897. Eurhynchium integrifolium ingår i släktet sprötmossor, och familjen Brachytheciaceae. Inga underarter finns listade i Catalogue of Life.